# Данило Заточник
Дани́ло Зато́чник, Даниїл Заточник (XII ст.?) — автор послання до князя (в одних списках адресат — князь новгородський Ярослав Володимирович, в інших — Ярослав Всеволодович). Літописець XIV ст. вважав Данила Заточника реальною особою, насправді заточеним (звідси «Заточник»), тобто засланим на озеро Лаче. Під 1378 р. у Симеонівському літописі розповідається про якогось попа, що прийшов з Орди «з мішком зілля» і засланого на озеро Лаче, «идеже бѣ Данило Заточник». Проте деякі дослідники припускають, що Данило Заточник — вигадана особа, від імені якої анонімним автором написане суто літературне послання.

## Опис
Авторський текст послання Данила Заточника не зберігся. До нас дійшло п'ять його переробок, опублікованих Н. Н. Зарубіним, найвідоміші з яких — «Слово» і «Моління» Данила Заточника. Найкраще уявлення про первісний текст дає «Слово», у якому авторський текст, на відміну від інших редакцій, не перероблений, а лише доповнений пізнішими вставками, у тому числі і з тексту «Моління».
На думку Л. В. Соколової, авторський текст Данила Заточника являв собою благальне послання князеві (жанр, надзвичайно поширений у середньовічній Європі) опального, засланого дружинника, члена старшої дружини (думця, посланника, поета-співака), у якому він описував своє тяжке становище і просив адресата позбавити його від убогості, повернувши до своєї дружини. Імовірно, в авторському тексті, як і в «Слові», адресатом послання був новгородський князь Ярослав Володимирович, що правив у Новгороді з перервами у 80—90-ті рр. XII ст. (помер 1205 р.). Данило називає князя «сином» «великаго царя Владимера», що треба розуміти як вказівку на те, що Ярослав Володимирович був нащадком («сином») Володимира Мономаха.
Реконструйований дослідницею авторський текст послання Данила Заточника відповідає правилам візантійської епістолографії. У ньому можна вказати всі обов'язкові композиційні частини послання і характерні для візантійських риторичних листів топоси — «загальні місця» — послань. Композиція авторського тексту заснована на переплетенні тріад; послання має три частини: зачин (початкові біблійні цитати, покликані висловити головну думку послання), основна частина-семантема, і клаузула (благопобажання адресатові). Своєю чергою, семантема також має три частини.
З погляду поетики послання Данила являло собою сугубо книжковий, риторичний текст, основними особливостями стилю якого є афористичність, абстрагованість і іносказання. Авторський текст Д. З. написаний вільним (псалтирним, чи молитвословним) віршем, ритм у якому створюється за рахунок синтаксичної організації тексту, зокрема синтаксичного паралелізму. Метр («горизонтальний» ритм, або ритм усередині віршованого рядка) відсутній, у деяких випадках використовуються як художній прийом дієслівна рима, алітерація тощо. Текст розбитий на строфи (по реконструкції їх 29), кожна з яких розвиває певну думку. У строфі від 4 до 8 віршів. Наприклад:
«Господине мой! Не зри внѣшняя моя, Но возри внутреняя моа. Азъ бо одѣниемъ оскуденъ есмь, но разумом обиленъ; Унъ възрастъ имѣю, а старъ смыслъ во мнѣ. Бых мыслию паря, аки орелъ по воздуху.»
У результаті поширення первісного тексту новими висловленнями на порушені автором теми («багатство і бідність», «щедрий і скупий пан», «злі дружини» і ін.) виникла редакція, відома за назвою «Слово» Данила Заточника. У цій редакції авторський текст набув нові жанрові риси, став сприйматися як збірник висловів на різні теми типу «Бджоли», але на відміну від останньої тематичні добірки висловів виявилися об'єднані в «Слові» схемою послання, якоюсь подобою сюжету.
Оскільки багато додавань були запозичені з усної народної творчості, були «мирськими притчами», прислів'ями, стиль у новій редакції став неоднорідним, відбулося змішання книжкових і народних стилістичних шарів, що багато дослідників сприймали як характерну рису авторського тексту.
Якщо авторський текст Данила цілком можна розглядати як реальне послання, то заснований на ньому текст «Моління» — явно літературний. Це антитекст, літературна пародія на послання Данила. Якщо послання побудовано за чітким планом, то автор «Моління» перетасував фрази, абзаци свого оригіналу, поставив їх у випадковому порядку. Імовірно, це зв'язано з тим, що автор «Моління» зображує із себе блазня, мова якого повинна здаватися нескладною, алогічною. Якщо текст Данила послідовний, то текст «Моління» повен протиріч. Наприклад, то автор (Псевдо-Данило) говорить про свій розум (слідом за оригіналом), то стверджує, що має «лубян ум, а толстян язык, мысли, яко отрепи изгребены», що «худ разум» має, що він «есмь не мудр, но в премудрых ризу облачихся, а смысленных сапоги носил», — типові вислови блазня. Таким чином, автор «Моління», ґрунтуючись на тексті послання Данила, у той самий час сперечається з ним, пародіює його. Суперечливий і стиль «Моління». Книжкова лексика (сліди оригіналу) перемішана тут зі зниженою, спеціально грубуватою. Образність «Моління» — це образність, мирських притч, скоморошин, демократичної сатири. У «Молінні» Данила Заточника багато спільних мотивів з іншими творами староукраїнської літератури.
Відомі ще три переробки твору, одна з яких походить від тексту «Слова», а дві — від тексту «Моління». У двох переробках твір утрачає навіть формальний зв'язок з жанром послання, текст оформляється як збірник афористичних висловлень на різні теми.
До дослідження «Слова» і «Моління» зверталися багато великих учених. Висловлювалися різні точки зору з приводу дати створення тієї чи тієї редакції, їх адресатів, взаємини цих текстів, із приводу особи автора: існував він як історична особа чи це літературний образ, яким був соціальний стан Данила Заточника, автором якої з редакцій він є (припускали, що Данило Заточник — автор і «Слова» і «Моління»).

## Тексти
Найкращим критичним виданням спеціалісти зараз вважають кн.: Danti A., Colucci M. Daniil Zatočnik: Slovo e Molenie. Firenze, 1977. Трохи приступніше видання: Зарубин Н. Н. «Слово Даниила Заточника» по редакциям XII—XIII вв. и их переделкам — Л., 1932; користуючись цим виданням, необхідно враховувати списки пам'ятки, знайдені та надруковані після праці М. М. Зарубіна. В. М. Перетц знайшов у свій час український список «Слова» Данила Заточника, який відніс до «кінця першої половини XVI ст.». Написаний «напівуставом волинського типу», він був створений «скоріш за все в Поліссі» на основі одного з російських списків 1-ї редакції.